# Ectopria nervosa
Ectopria nervosa is een keversoort uit de familie keikevers (Psephenidae). De wetenschappelijke naam van de soort werd in 1844 gepubliceerd door Frederick Ernst Melsheimer.